# Ciliata (poisson)
Pour les articles homonymes, voir Ciliata.
Genre
Ciliata est un genre de poissons marins appartenant à la famille des Gadidae.

## Liste des espèces
Selon FishBase (16 février 2016) et World Register of Marine Species (16 février 2016) :
- Ciliata mustela (Linnaeus, 1758) - motelle à cinq barbillons
- Ciliata septentrionalis (Collett, 1875) - motelle nordique
- Ciliata tchangi Li, 1994